# Raymi Llacta
El Raymi Llaqta o Raymillacta (La fiesta del pueblo) de los chachapoyas es una festividad en el departamento de Amazonas en Perú que se lleva a cabo anualmente en Chachapoyas, como parte de las actividades de la Semana Turística de los Chachapoyas, cada primera semana de junio se realizan diversos eventos festivos culturales hasta el día central donde se realiza el pasacalle central, en este distintas comunidades de la región son invitadas a la ciudad para exponer sus propias costumbres y características folclóricas particulares caracterizados con ropa típica de cada región.

## Historia
La Semana Turística de Amazonas se gestó en 1996 y un año después se incluyó la celebración del primer Raymi Llaqta en 1997, con el objetivo de conmemorar el aniversario de la batalla de Higos Urco, en la que el pueblo patriota de Chachapoyas se enfrentó, el 6 de junio de 1821, a las tropas realistas. La victoria patriota en la batalla aseguró la independencia de Amazonas. Con esta festividad se busca también fortalecer la identidad cultural regional. siendo promovido por el estado desde entonces.
A lo largo de los años esta festividad puede reunir a comunidades de los 84 distritos de la región, entre los cuales se presentan diversas comunidades indígenas y delegaciones de todo Amazonas.
Esta festividad es el atractivo principal de la Semana Turística desarrollada, anualmente, en la primera semana de junio, para lo cual Chachapoyas suele realiza actividades como:
- Albazo y pasacalle de cada barrio.
- Pasacalle general a nivel regional.
- Muestras fotográficas.
- Celebración en Higos Urco.
- Venta de comida tradicional.
- Castillos y fuegos artificiales.